# Đại học Adelaide
Đại học Adelaide Đại học Adelaide Adelaide Uni hoặc) là một trường đại học công ở Adelaide, Nam Úc. Được thành lập vào năm 1874, nó là trường đại học lâu đời thứ ba ở Úc. Nó gắn liền với năm người đoạt giải Nobel, 104 học giả Rhodes và là thành viên của Nhóm Tám, cũng như các trường đại học sa thạch.
Khuôn viên chính của trường nằm ở North Terrace ở trung tâm thành phố Adelaide, tiếp giáp với Thư viện Nghệ thuật Nam Úc, Bảo tàng Nam Úc và Thư viện Tiểu bang Nam Úc. Trường đại học này có năm khu trường sở trên toàn tiểu bang: North Terrace; Roseworthy College Roseworthy; Viện Waite tại Urrbrae; Thebarton; và Trung tâm Rượu vang Quốc gia ở Adelaide Park Land.

## Các thành viên nổi tiếng
- Ghil'ad Zuckermann (D.Phil., Oxon.; Ph.D., Cantab.), giáo sư trong lĩnh vực ngôn ngữ học tại Khoa nghiên cứu ngôn ngữ học thuộc Đại học Adelaide tại thành phố Adelaide và cũng là tác giả của rất nhiều tác phẩm khoa học có giá trị.